# Ngadi Čuli
Ngadi Čuli (známá také jako Ngadi Chuli, Peak 29 či Dakura) je hora v pohoří Mansiri Himal v Himálaji. Nachází se v Nepálu a dosahuje nadmořské výšky 7871 m n. m., což z ní činí dvacátou nejvyšší horu světa. Nedaleko od hory severním směrem se nachází osmitisícová hora Manáslu, na jihu Himalčuli. K prvovýstupu došlo pravděpodobně v roce 1970. Japonský horolezec Hiroshi Watanabe společně se šerpou jménem Lhakpa Tsering stoupali přes východní hřeben a východní stěnu. Přibližně sedmdesát metrů pod vrcholem zmizeli z dohledu na téměř dvě hodiny. V této době oba zahynuli. Nenašel se žádný důkaz, že by vystoupili až na vrchol. Později (1974, 1978 a 1982) zde proběhly další tři japonské expedice, které však byly neúspěšné. První potvrzený výstup proběhl v roce 1979, na vrchol vystoupili polští horolezci Ryszard Gajewski a Maciej Pawlikowski.